# Jean-Baptiste Charles Bouvet de Lozier
Jean-Baptiste Charles Bouvet de Lozier (Pleudihen-sur-Rance, 14 de enero de 1705-Pleudihen, 1786) fue un navegante y explorador francés, conocido por ser el descubridor de la isla subantártica que lleva su nombre, isla Bouvet. 

## Biografía
A los siete años de edad quedó huérfano y, luego de finalizar su educación básica en París, fue enviado a Saint-Maló a estudiar navegación.
En 1731 ingresó como teniente en la Compañía francesa de las Indias Orientales. Luego de varios intentos logró obtener el mando de dos fragatas (L'Aigle y la Maire) para explorar las zonas del Atlántico Sur que habían sido descritas por Binot Paulmier de Gonneville, y que se creía en ese momento que contrarrestarían el peso de las tierras del hemisferio Norte, la Terra Australis Incognita. No había esperanza de encontrar tierras templadas. Fue al menos la primera expedición al hemisferio sur explícitamente diseñada con fines científicos.

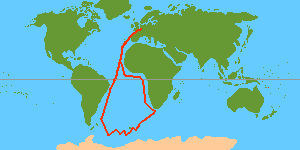
Ruta del viaje de Charles Bouvet

El 19 de julio de 1738 zarpó del puerto de Lorient y el 1 de enero de 1739 vio a través de la niebla y la nieve que caía, un glaciar y nieve recubriendo una tierra escarpada a la que denominó cabo Circuncisión, que sería luego identificada y bautizada en su honor como isla Bouvet. Los exploradores intentaron llegar a tierra, pero la banquisa lo impidió. Tuvieron que enfrentarse a un verano austral inusualmente frío y después de nueve días de intentos en condiciones difíciles, comenzaron la búsqueda del continente desconocido más al este. Los instrumentos de navegación de la época no permitían una determinación fiable de la longitud, y Bouvet registró la isla alrededor de los 6° grados Este. Al no encontrar nada más al este, bloqueados al sur por la banquisa, con la mayor parte de su tripulación enferma, Bouvet se vio obligado a abandonar la expedición alcanzando el cabo de Buena Esperanza, en África, para luego volver a regresar a Lorient.
Gracias a esta expedición, fue el primero en describir los gigantescos icebergs tabulares, que sólo se encuentran en las latitudes del extremo sur, las densidades de ballenas y un animal hasta entonces desconocido y extraño: el pingüino.
Diez años después fue nombrado gobernador de las islas Mascareñas, en el suroeste del océano Índico (las actuales islas de Mauricio y Reunión). Ocupó este cargo en dos ocasiones, desde 1750 hasta 1752, y luego desde 1757 hasta 1763.

## Trivia
El nombre dado a la Universidad y Escuela Secundaria Almirante Bouvet de Saint-Benoît, en la isla de La Reunión, no se refiere a él si no a un pariente lejano Pierre Bouvet de Maisonneuve, otro marino que participó en las guerras napoleónicas y en la famosa batalla de la Gran Port Ile de France (Mauricio), en 1810, la única victoria naval de Napoleón.